# Нікольськ (Гагарінський район)
Нікольськ (рос. Никольск) — присілок Гагарінського району Смоленської області Росії. Входить до складу Гагарінського сільського поселення.
Населення — 4 особи (2007 рік). 